# Charles Bonnet

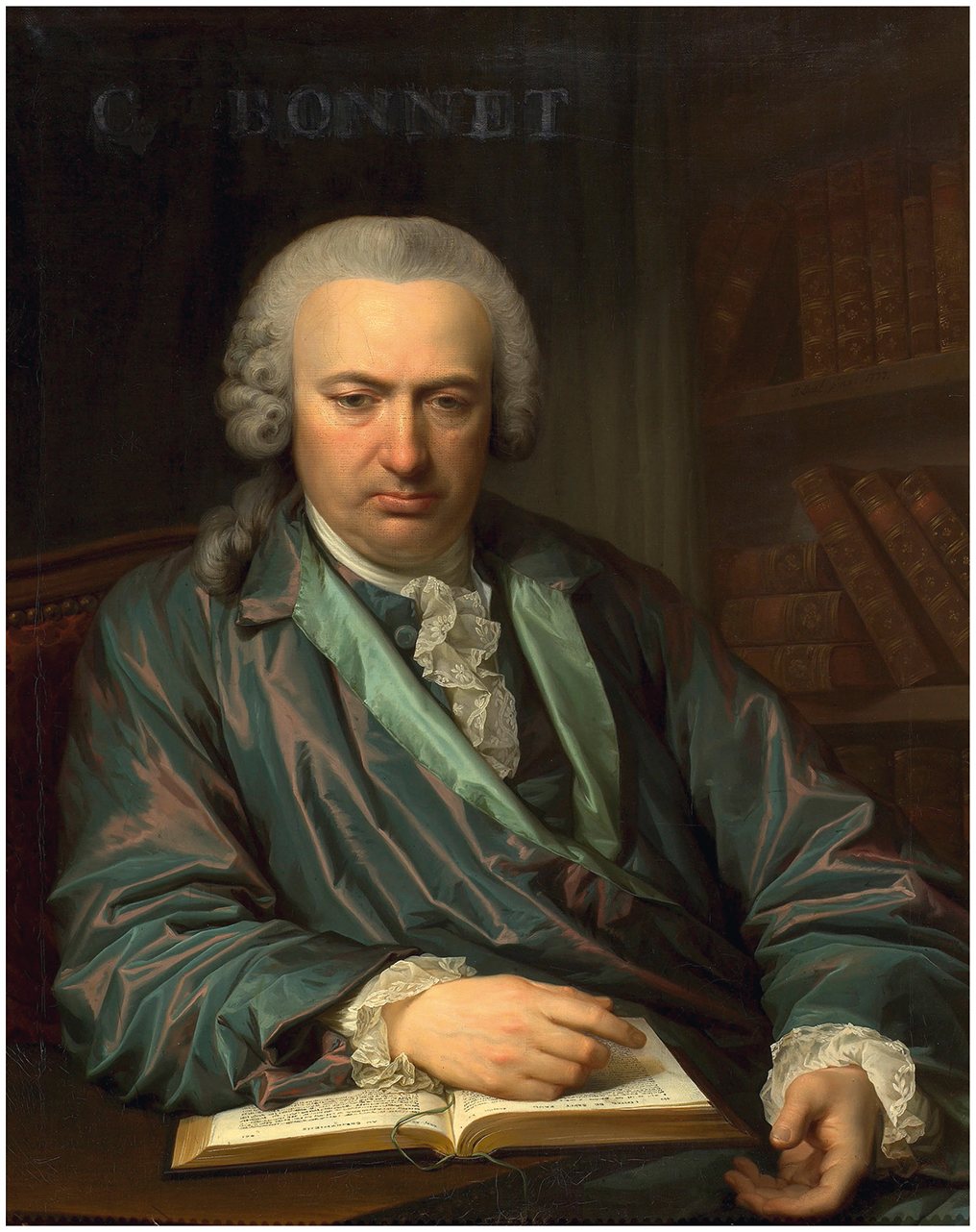
Charles Bonnet, Porträt von Jens Juel, 1777

Charles Bonnet (* 13. März 1720 in Genf; † 20. Mai 1793 ebenda, heimatberechtigt in Genf) war ein Genfer Naturwissenschaftler, Philosoph und Anwalt in der Zeit der Aufklärung. Auf ihn geht die Entdeckung der Parthenogenese zurück. Auch lieferte er wertvolle Beiträge zur Psychologie und zur Lehre von den Gehirnfunktionen.

## Leben und Wirken

### Biologische Forschungen
Bonnet studierte Rechtswissenschaften und beschäftigte sich daneben mit naturwissenschaftlichen Studien. Bereits mit 20 Jahren verfasste er seine Studie über die Fortpflanzung der Blattläuse ohne Befruchtung und beschrieb damit zum ersten Mal die Parthenogenese. Er arbeitete dann mit Trembley über die Polypen und machte Beobachtungen über die Atmung der Raupen und Schmetterlinge und den Bau des Bandwurms.
Bonnet vermutete, dass Kleinstlebewesen nicht – wie von John Turberville Needham (1713–1781) und Leclerc behauptet – durch Urzeugung (Abiogenese) in verschlossenen Gefäßen mit Fleischbrühe entstanden, sondern durch „unsichtbare Öffnungen“ in die verwendeten Gefäße gelangen konnten. Als sehr früher Vertreter der Evolutionstheorie nahm er an, dass die Natur stets neue Entwürfe hervorbringt, von denen der Affe z. B. der letzte Versuch vor dem Menschen war.
Charles Bonnet ist Erstbeschreiber des nach ihm benannten medizinischen Syndroms, des Charles-Bonnet-Syndromes: Nachdem sein Grossvater Charles Lullin im Alter von 77 Jahren an einer Linsentrübung (Grauer Star) operiert worden war, an der er schließlich erblindete, bekam er Jahre später lebhafte Halluzinationen von Männern und Frauen, Kutschen und Häusern. Er wusste, dass er halluzinierte und diese Dinge nicht real existierten. Bonnet erkannte, dass das Gehirn seines Grossvaters die Halluzinationen hervorbrachte, da diesem der Reiz der Aussenwelt fehlte. In seinem späteren Leben erkrankte Charles Bonnet schliesslich selbst an dem von ihm beschriebenen Syndrom.

### Die „Palingénésie philosophique“ von 1769

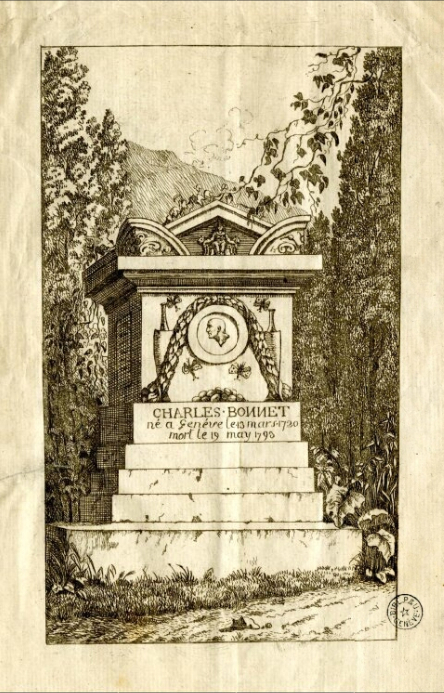
Zeitgenössische Darstellung von Bonnets Grab im damaligen Parc des Plantes, dem heutigen Parc des Bastions. Das Grabmal wurde später entfernt, sein Verbleib ist ungewiss. Aus den Sammlungen der Bibliothek von Genf.

Als ihm ein Augenleiden weitere mikroskopische Beobachtungen unmöglich machte, begann er mit spekulativen Forschungen und befasste sich insbesondere mit dem Christentum. Er schrieb eine Abhandlung über das Weiterleben nach dem Tode (Idées sur l’état futur des êtres vivants, ou Palingénésie philosophique, Genf 1769), die von Johann Kaspar Lavater unter dem Titel Philosophische Untersuchung der Beweise für das Christentum (Zürich 1771) teilweise ins Deutsche übersetzt wurde. Lavater widmete die Abhandlung Moses Mendelssohn, um ihn zur Widerlegung oder zum Übertritt ins Christentum zu bewegen. Die gereizte Antwort Mendelssohns veranlasste den Aufklärer Bonnet, sich öffentlich von Lavater zu distanzieren.
Nachdem Bonnet von 1752 bis 1768 Mitglied des Rats der Zweihundert von Genf gewesen war, zog er sich auf das Landgut seiner Schwiegereltern in Genthod am Genfersee zurück. Er war dort ab 1766 als Privatgelehrter tätig.

### Philosophischer Empirismus
Bonnets Philosophie war ein Empirismus. Mit John Locke und Étienne Bonnot de Condillac leitete er alle Vorstellungen von Sinnesempfindungen ab, welche in der Seele durch Oszillation der Gehirnfibern entstehen, wie umgekehrt alle von ihr ausgehenden Bewegungen durch solche veranlasst werden. Der Vorgang selbst, wie das Gehirn auf die Seele oder diese auf jenes wirke, bleibt ein Geheimnis. Da nun die Seele, obgleich selbst immateriell, ohne Verbindung mit einer organischen Substanz (einem wenn auch noch so feinen Leib) nicht zu denken vermöge, folgert er, dass sie entweder nicht oder nur in Verbindung mit einem neuen Leib fortdauern werde, man sich von der Weise dieser Fortdauer aber keine Vorstellung machen könne.

## Mitgliedschaften / Auszeichnungen
1757 wurde Bonnet zum Mitglied der Göttinger Akademie der Wissenschaften, 1763 zum auswärtigen Mitglied der Bayerischen Akademie der Wissenschaften und 1764 zum Mitglied der Gelehrtenakademie Leopoldina gewählt. 1786 wurde er auswärtiges Mitglied der Preußischen Akademie der Wissenschaften. Seit 1764 war er Ehrenmitglied der Russischen Akademie der Wissenschaften in St. Petersburg. Er war Mitglied der Académie des sciences in Paris.

## Weitere Werke

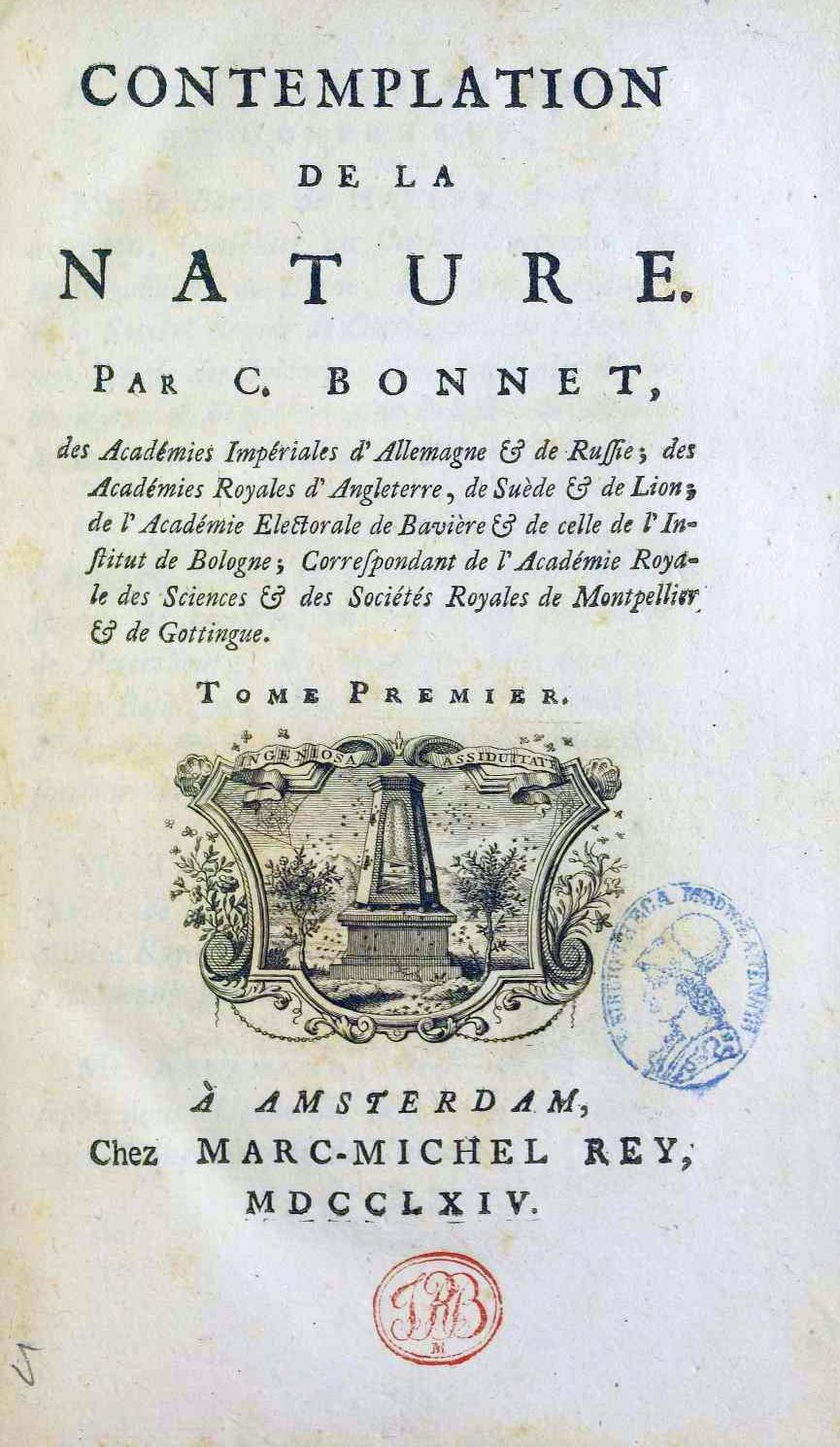
Contemplation de la nature, 1764

- Traité d’insectologie ou Observations sur quelques espèces de vers d’eau douce, qui coupés par morceaux, deviennent autant d’animaux complets (Paris 1745) (Digitalisierung: e-rara.ch) doi:10.3931/e-rara-9827.
  - Übersetzung von Johann August Ephraim Goeze: Abhandlungen aus der Insektologie. 1773
- Recherches sur l’usage des feuilles dans les plantes. Göttingen/Leiden 1754; archive.org.
- Essai de psychologie. London 1755. (Wikisource)
- Essai analytique sur les facultés de l’âme. Kopenhagen 1759.
- Considérations sur les corps organisés. Genf 1762.
  - Band 1, archive.org – Band 2, archive.org.
- Contemplation de la nature. 1764.
  - Band 1, books.google.ca – Band 2, books.google.ca
- Œuvres d’histoire naturelle et de philosophie. Neuchâtel 1779–1783, 9 Bände und 18 Bände; doi:10.3931/e-rara-8551